# Таубман, Ефим Исаакович
Ефим Исаакович Таубман (1 июля 1933 — 1 апреля 1990) — украинский советский инженер-химик, учёный в области электротехники и теплотехники, систем очистки воды и воздуха, экологии, исследователь инженерного и литературного наследия Андрея Платонова. Доктор технических наук (1986), профессор (1986).

## Биография
С 1950-х годов работал на кафедре теплотехники Одесского технологического института пищевой промышленности имени М. В. Ломоносова, с 1970-х годов также в Одесском институте низкотемпературной техники и энергетики (впоследствии профессор). Диссертацию кандидата технических наук по теме «Исследование установившихся и переходных тепловых процессов в многоступенчатых выпарных установках» защитил в 1965 году под руководством Д. П. Гохштейна.
В 1972 году защитил докторскую диссертацию по теме «Математические модели многоступенчатых выпарных установок и применение их для решения практических задач», но она не была утверждена ВАК. Новую диссертацию доктора технических наук по теме «Научные основы техники многоступенчатого выпаривания» защитил в 1986 году.
Основные научные труды в области систем опреснения и очистки воды, кондиционирования и очистки воздуха, расчёта теплообменных и выпарных систем. Разработал общую методику расчёта испарительных опреснительных установок применительно к испарительным аппаратам с вынесенным кипением, предложил новый метод расчёта сил аутогезии по предельному напряжению сдвига суспензии с учётом чисел коагуляционных связей на единицу площади. Много занимался вопросами экологии и защиты окружающей среды. В 1980 году в Одессе основал Общественный институт ноосферы (ОИН) с филиалами в ряде регионов СССР. Начиная с 1978 года вёл «Экологический семинар» в Одесском Доме учёных, который после его смерти получил название «Таубмановские чтения». Автор изобретений.
Собрал уникальные документы по творчеству А. П. Платонова как инженера, в том числе изобретения, чертежи, проекты, и опубликовал первые исследования этой стороны деятельности писателя в журналах «Наука и религия» (1984) и «Техника и наука» (1985). За этими публикациями последовали другие работы Е. И. Таубмана по творчеству Андрея Платонова с публикацией некоторых из собранных им архивных материалов, в том числе двух неизвестных рассказов писателя.
Похоронен на Третьем Еврейском кладбище в Одессе.

## Семья
Отец — Исаак Ефимович Таубман (1908—1990).
Сын — Дмитрий Ефимович Таубман (род. 1960), автор изобретений в области техники для очистки воды и пищевых технологий, менеджер инвестиционного фонда.

## Монографии
- Е. И. Таубман. Расчёт и моделирование выпарных установок. М.: Химия, 1970. — 216 с.
- Е. И. Таубман, З. П. Бильдер. Термическое обезвреживание минерализованных промышленных сточных вод. Л.: Химия, 1975. — 208 с.
- Е. И. Таубман. Выпаривание. М.: Химия, 1982. — 327 с.
- Е. И. Таубман. Анализ и синтез теплотехнических систем. М.: Энергоатомиздат, 1983. — 177 с.
- Е. И. Таубман, В. А. Горнев, В. Л. Мельцер. Контактные теплообменники. М.: Химия, 1987. — 256 с.
- Е. И. Таубман. Проблемы водоснабжения г. Одессы. Одесса, 1989. — 78 с.
- Е. И. Таубман. Экологические технологии и пути защиты биосферы. Владивосток: ДВО АН СССР, 1989. — 31 с.
- Е. И. Таубман, Б. Л. Пастушенко. Процессы и установки мгновенного вскипания. М.: Энергоатомиздат, 1990. — 183 с.
- О. И. Бодюл, Е. И. Таубман. Экологические характеристики холодильных машин. М.: 	АгроНИИТЭИмясомолпром, 1990. — 36 с.
- Научно-методологические основы биосферосовместимых технологий: тезисы докладов / Под ред. Таубмана Е. И. Одесса, 1990.

## Публикации по творчеству Андрея Платонова
- Таубман Е. И. Одухотворённый человек: 85 лет со дня рождения А. Платонова // Наука и религия. 1984. № 12. С. 46—48.
- Таубман Е. И. Губернский мелиоратор // Техника и наука. 1985, № 2. С. 28—31.
- Первый Иван. Заметки о техническом творчестве трудящихся людей / Публикация и послесловие Е. И. Таубмана // Химия и жизнь, 1987, № 5, с. 81—88.
- Электрификация / Публикация и предисловие Е. И. Таубмана // Химия и жизнь, 1989, № 1, с. 84—91.
- Таубман Е. И. Энергетик Андрей Платонов // Энергия: Экономика, Техника, Экология, 1997, № 12.